# Woumen
Woumen é uma vila e deelgemeente belga pertencente ao município de Diksmuide, província de Flandres Ocidental. Em 2001, tinha uma população de 1.307 habitantes e uma área de 13,83 km².

Woumen, no município de Diksmuide.